# Taelosilla lateralis
Taelosilla lateralis là một loài bọ cánh cứng trong họ Cerambycidae.